# Almè
Almè ist eine italienische Gemeinde (comune) mit 5491 Einwohnern (Stand 31. Dezember 2023) in der Provinz Bergamo, Region Lombardei.

## Geographie
Almè liegt etwa fünf km nordwestlich der Provinzhauptstadt Bergamo und 45 km nordöstlich der Millionen-Metropole Mailand.
Die Nachbargemeinden sind Almenno San Bartolomeo, Almenno San Salvatore, Paladina, Sorisole und Villa d’Almè.